# Velkomoravská říše
Velkomoravská říše (latinsky Regnum Marahensium), zkráceně Velká Morava (latinsky Moravia Magna, řecky Μεγάλη Μοραβία, megáli Moravía), je pozdější historiografické označení pro první stabilní knížectví západních Slovanů ve střední Evropě; užívá se také obecné označení „stát Mojmírovců“, protože oficiální název tohoto útvaru buď neexistoval nebo není znám. Říše se rozkládala převážně na území dnešní Moravy, Slovenska a Maďarska mezi lety 833–907 a zřejmě od roku 867 byly její součástí také Čechy a část Malopolska.
Důvod zániku Velké Moravy přímo souvisí s vpádem Maďarů do Evropy v 10. století, nicméně nebyla to příčina jediná. Význam mohly sehrát i faktory ekologické (přední moravské hrady ležely v říčních nivách), hospodářské (údajné oslabení obchodních tras) a pominout nelze ani nesvornost domácích elit, jejímž projevem byl střet Mojmíra II. a Svatopluka II., synů Svatopluka I.

## Název
Žádné prameny z 9. století název Velká Morava neobsahují, většinou používaly jednoduché názvy: M.ráwa.t, Marava, Murava, Marawa, Marauia, Maraha (Morava), Maroara lond, terra Marauorum (Moravská země), terra Marahensium (země Moravanů). Pro stát a říši se používaly další tvary: regnum Marauorum, regnum Marahauorum, regnum Margorum, regnum Marahensium (království Moravanů), regnum Sclavorum (království Slovanů), popř. regnum Rastizi (království Rostislavovo), regnum Zuentibaldi (království Svatoplukovo).
Název Velká Morava je pozdějšího data. Poprvé byl zmíněn byzantským císařem Konstantinem VII. Porfyrogennetem v roce 950 v jeho díle De administrando imperio (O spravování říše) – hé megalé Moravia – avšak její polohu umísťuje na Balkán, jižně od sídel Maďarů, kde je nyní řeka Velká Morava. Spolu s dalšími argumenty to je pro některé badatele (Boba, Eggers, Bowlus) důvodem k úvahám, zda Velkou Moravu nehledat spíše na území bývalé Jugoslávie. Jiným možným vysvětlením je, že hunská enkláva v srdci říše rozdělila původně souvislé území se slovanským obyvatelstvem a Konstantinovi VII. byly známy jen jižní kmeny jako následníci. Po něm použil názvu "Velika Morava" až autor legendy "Uspenie Kirila Filozofa", jenž tento název spojoval s dobou vlády Rostislava.
Již během středověku se ovšem tento přídavek „velký“ stal nesrozumitelným. Jako takový je v současné době součástí sporů i mezi národy, které dnes obývají předpokládané území Velké Moravy. Zatímco Češi a Němci trvají na označení "Velká Morava"/"Großmähren", např. Maďaři je zavrhují a používají jiné výrazy (např. v Rakousku "Reich der Mährer"/"Říše Moravanů"). Označení "Velká Morava" má své opodstatnění, ale jen jako paralela k obdobným označením (Velkopolsko, Velkorusko) u vědomí toho, že označení nikterak nekvalifikuje tehdejší stav.

## Historie

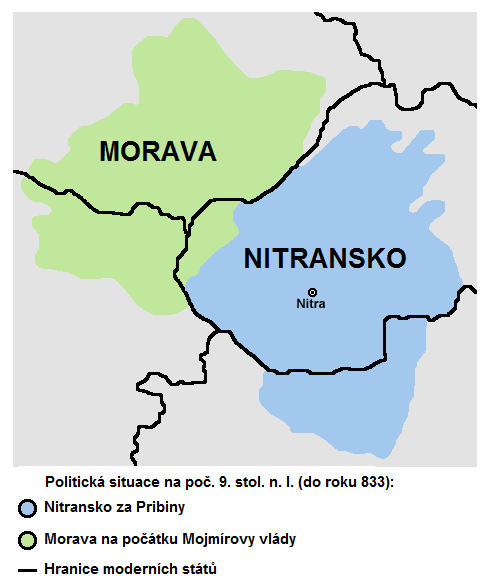
Morava a Nitransko do roku 833

### Vznik

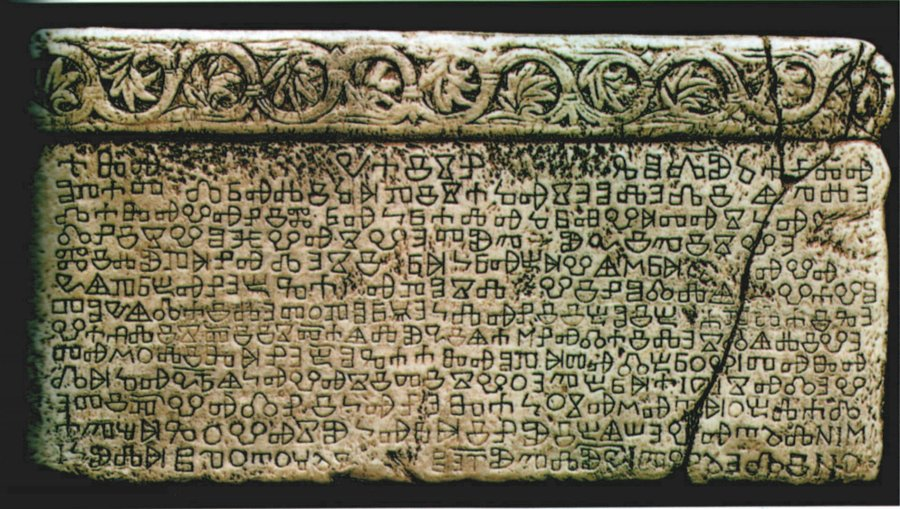
Hlaholice

Již v 7. století existoval pravděpodobný předchůdce moravského knížectví, tzv. Sámova říše, který se rozkládal nejspíše v povodí řeky Moravy a na jihozápadním Slovensku, tedy na územích, kde v 9. století vzniklo Moravské knížectví a Nitranské knížectví (oba názvy jsou výtvorem novodobé historiografie). Jednalo se ale spíše o kmenový svaz, jeho vnitřní struktura ještě nemůže být hodnocena jako stát. O době od zániku Sámovy říše (659–661) do zformování moravského státu veškeré historické prameny mlčí, je tedy nejasné, co se na moravském území odehrávalo. Nicméně již pro druhou polovinu 8. století archeologické prameny dokládají existenci místních elit, které se orientovaly na Avarský kaganát.
Poté, co se ke konci 8. století zhroutil avarský kaganát pod útokem vojsk Karla Velikého, místní elity se začaly orientovat spíše na franckou kulturu a stabilizovaly svou moc. Počátkem 9. století se objevují dvě knížectví, která spolu vedou politický boj – Moravská říše knížete Mojmíra I., sídlícího pravděpodobně v jihomoravských Mikulčicích, a Nitranské knížectví se střediskem v Nitře na jihozápadě dnešního Slovenska, kde sídlil kníže Pribina.
Ještě roku 822 však Moravané vystupovali jako kmen (ne jako knížectví řízené jediným knížetem), když se jejich vyslanci dostavili spolu s vyslanci dalších na Franské říši závislých Slovanů a Avarů, sídlících při hranici říše, k Ludvíku Pobožnému, který svolal na listopad roku 822 do Frankfurtu všeobecný sjezd, na němž se měly probírat záležitosti východní části říše (tedy i záležitosti říši poddaných Slovanů). Účast Moravanů na tomto (pro kmeny poddané říši) povinném sjezdu a to, že se sem stejně jako ostatní dostavili „s dary“, které v pramenech dvojznačně splývají s daněmi a tributy, ukazuje na to, že v té době byli Moravané poddaní a poplatní Franské říši. Již tehdy ale uvnitř moravského kmene patrně (dle názoru historika Dušana Třeštíka) probíhaly výrazné mocenské zápasy, které ve 30. letech 9. století vyústily dvěma význačnými událostmi: oficiálním „křtem Moravy“ a vyhnáním Pribiny z Nitry.

#### Křesťanství

Územní vývoj a členění Velkomoravské říše na vrcholu moci mezi lety 833–907. Východní Franky na západě, Bulharsko na jihu.

Křesťanství začalo na Moravu pronikat již na přelomu 8. a 9. století, především z Franské říše prostřednictvím bavorské misie z Pasova, ale také prostřednictvím kněží z Itálie a Dalmácie. Slovanská aristokracie v oblasti Panonie na počátku 9. století přijímala křesťanství jako součást životního stylu po vzoru franckých velmožů. Jejich životní styl napodobovala jako určitý nobilitující (vznešený) standard a především jako model vykonávání a organizace moci; tyto procesy se odehrávaly i na dnešní Moravě a Slovensku.
Pravděpodobně v roce 831 došlo k tzv. křtu všech Moravanů, při němž přijal kníže Mojmír a jemu věrní lidé křest z rukou pasovského biskupa Reginhara. Šlo o oficiální křest, který, ačkoli ho přijal pouze kníže a jeho okolí, zavazoval celý kmen Moravanů – i přes to byla moravská společnost nadále (ještě v roce 869, kdy se Metoděj ujal správy moravské církve) zčásti pohanská. (Úvahy o tom, že v samotném centru Velké Moravy, na předpolí knížecího hradu v Mikulčicích, stála současně s křesťanskými chrámy v polovině 9. století pohanská svatyně, se neprokázaly.) Důsledkem přijetí křesťanství bylo pro Mojmíra i jeho nástupce posílení moci panovníka, který po celou dobu trvání Velké Moravy vystupuje jako autokratický vládce, i když obklopený „knížaty“, se kterými činí důležitá rozhodnutí. Zároveň si kníže jakožto křesťanský panovník vylepšil i své postavení při jednáních s křesťanskou Franskou říší.

#### Vyhnání Pribiny z Nitry
Roku 833 se knížeti Mojmírovi podařilo Pribinu z Nitry vypudit, připojil jeho knížectví ke svému a tento krok je označován za vznik Velkomoravské říše. Mojmír se stal prvním velkomoravským panovníkem.

### Cyrilometodějská misie
Pravděpodobně po roce 860 vyslal Rostislav poselstvo k papeži Mikuláši I. a požádal jej o „učitele“, který měl zajistit prohloubení křesťanské víry na Velké Moravě, a také zajistit vzdělání dostatečného množství domácích kněží. Využil k tomu situace, kdy po záchvatu mrtvice tehdejšího pasovského biskupa Hartwiga upadla celá pasovská diecéze včetně misijních území do chaosu. Samotné vyslání učitele se však mělo stát jen prvním krokem na cestě k vytvoření samostatné církevní organizace na Moravě v čele s arcibiskupem. Papež však potřeboval spojenectví východofranského krále Ludvíka Němce a nedovolil si podniknout nic, co by mohlo poškodit bavorský episkopát a popudit Ludvíka Němce. Jeho odpověď na Rostislavovu žádost tak byla pravděpodobně negativní.
Po neúspěchu v Římě vyslal Rostislav obdobné poselstvo k byzantskému císaři Michalovi III., který jeho žádosti vyhověl a na Moravu vyslal misii vedenou jedním z tehdy nejvýznamnějších byzantských učenců Konstantinem a jeho bratrem Metodějem.
| „                    | Když pak dorazil na Moravu (Konstantin), přijal jej Rastislav s velikou poctou, a shromáždiv učedníky, svěřil (mu) je na učení. Brzy pak byl přeložen veškerý církevní řád a naučil je jitřním i hodinkám, (mši), nešporám a kompletáři i obřadům mešním. I otevřely se podle slov prorokových uši hluchých, aby uslyšely slova knih a jazyk koktavých zjasněl. Bůh pak se nad tím velice zaradoval a ďábel byl zahanben. | “ |
| — Žitije Konstantina | |   |

Konstantin s Metodějem sestavili také takzvaný Zakon sudnyj ljudem (česky Soudní zákon pro laiky), který se ve svém prvním bodě vypořádává s lidmi, kteří nepřijali křesťanství tím, že stanovuje přísné tresty pro ty, kteří konají pohanské oběti nebo přísahy. Trestem bylo to, že: „Každá vesnice, v níž se konají oběti nebo přísahy pohanské, ať je předána Božímu chrámu se vším majetkem, který patří pánům v této vesnici. Ti, kteří konají oběti a přísahy, ať jsou prodáni s veškerým svým majetkem a získaný výnos ať se rozdá chudým.“
Přestože z Byzance nešlo očekávat založení (arci)biskupství, několikaletá intenzivní kulturně-misijní i církevně-politická činnost Konstantina a Metoděje položila nezbytné základy pro následné budování samostatné církevní organizace. Konstantin také vytvořil nejstarší staroslovanské písmo – hlaholici. V 10. století nicméně Slované přešli k latince a cyrilici a hlaholice se již nadále neužívala.
Po Rostislavově zajetí obsadil Karloman pravděpodobně bez boje centra Velkomoravské říše. Správu obsazeného území svěřil hrabatům Wilhelmovi a Engilšalkovi, na nejdůležitější hradiště byly vsazeny franské posádky a církevní správy Moravy se ujal pasovský biskup Hermanarik.

### Vláda Svatopluka I.

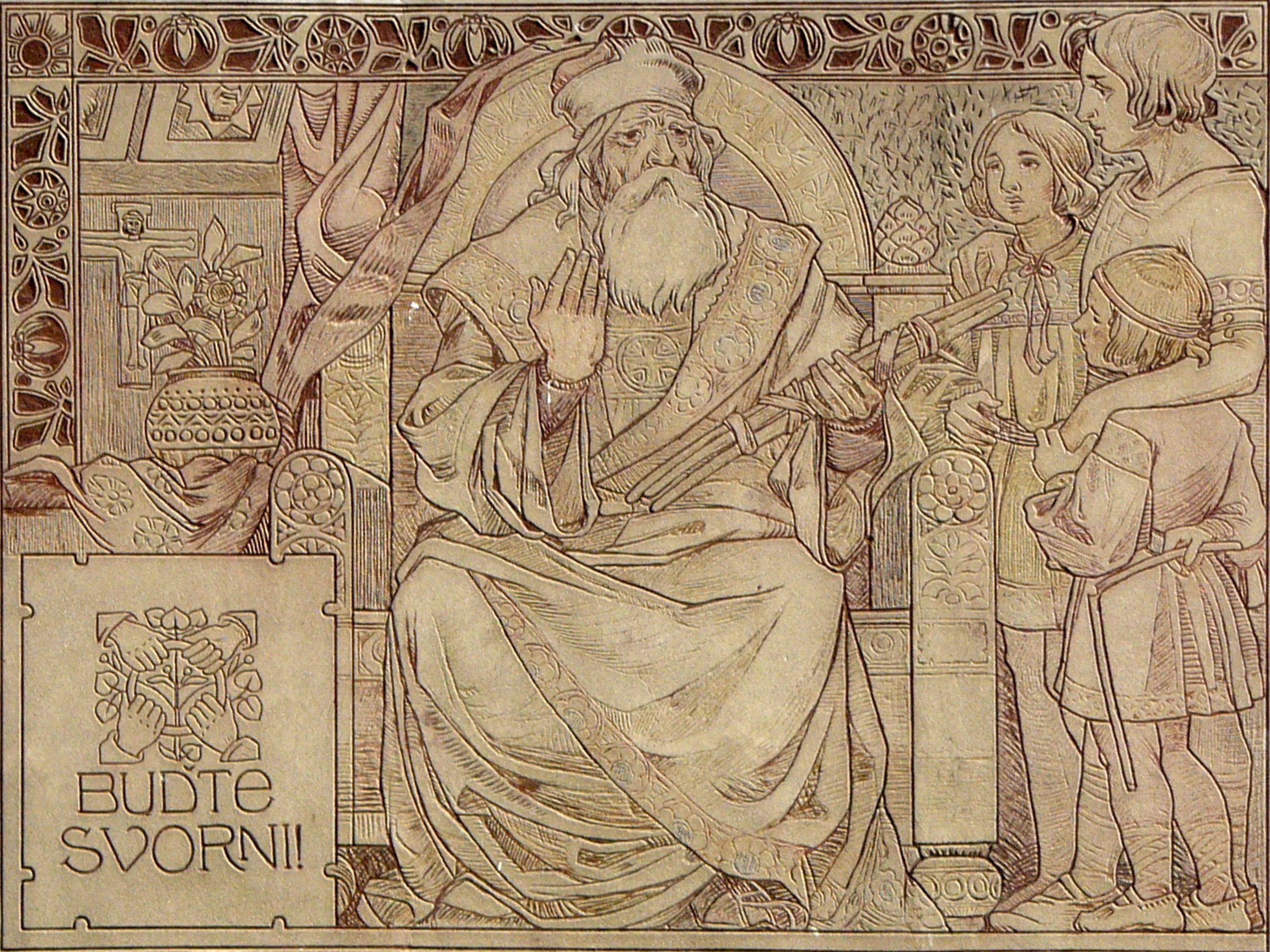
Svatopluk I. se třemi syny – Mojmírem II., Svatoplukem II. a Predslavem.

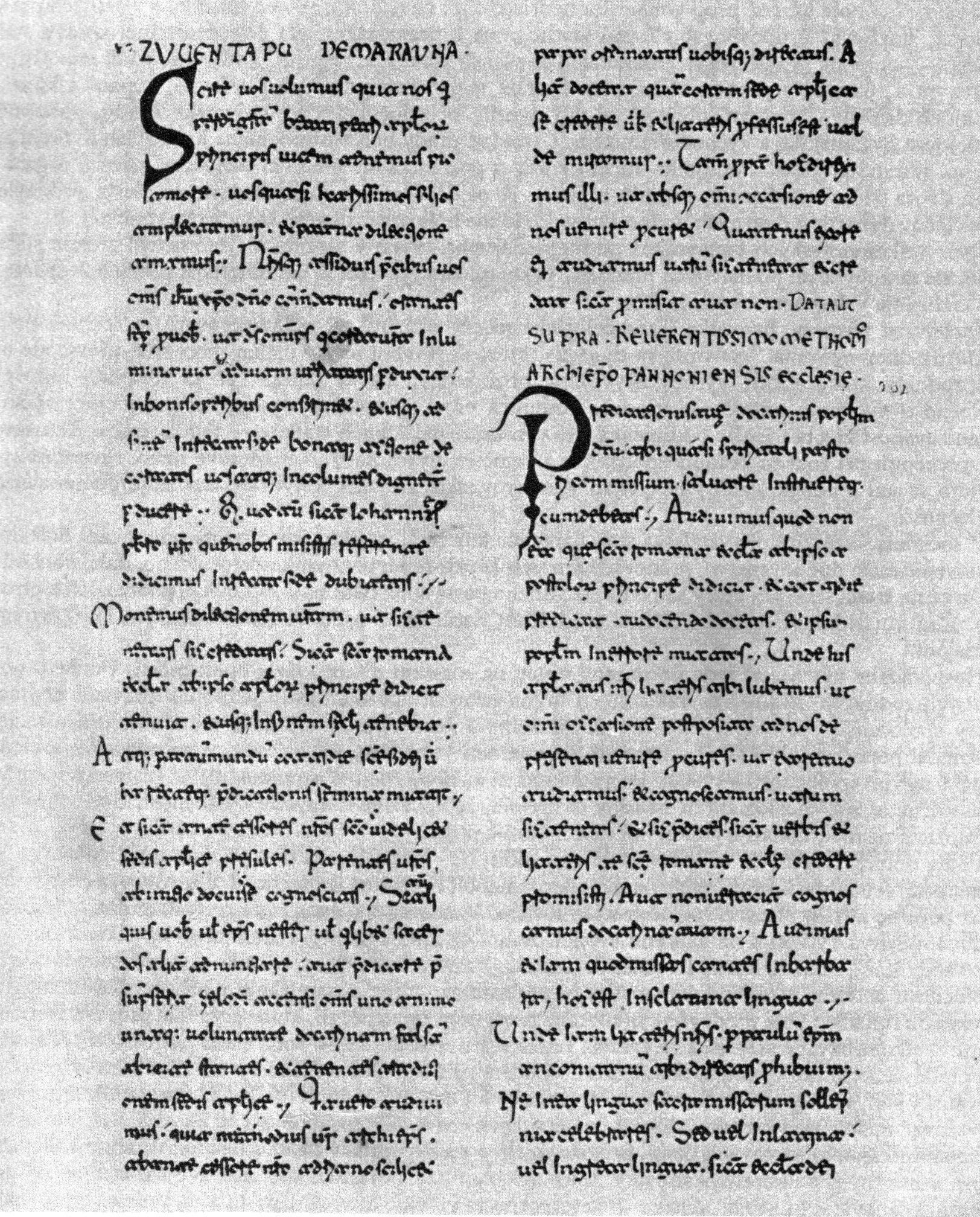
Papežská bula Scire vos volumus adresovaná knížeti Svatoplukovi

V roce 870 vydal Svatopluk I. svého strýce Rostislava do zajetí Frankům. Ti obsadili moravskou část Velkomoravské říše a jako správce učinili hrabata Wilhelma a Engilšalka. O rok později Frankové zajali i Svatopluka, který vládl ještě v nitranském údělu. Roku 871 vypuklo povstání a Frankové na Moravě rychle ztrácejí vliv. Francký král propustil Svatopluka pod podmínkou, že mu pomůže dobýt říši zpět. Nicméně Svatopluk přestoupil na stranu povstalců, převzal jejich velení a vyhnal Franky z Velké Moravy. V následujících letech úspěšně obhájil nezávislost své říše a v červnu roku 880 papež Jan VIII. vydal bulu Industriae tuae, která zaručovala církevní nezávislost Velké Moravy s vlastní arcidiecézí v čele s arcibiskupem Metodějem (archiepiscopo sanctę ecclesię Marabensis). Rovněž jmenoval německého klerika Wichinga jako biskupa Nitry. Staroslověnština byla uznána jako čtvrtý liturgický jazyk společně s latinou, řečtinou a hebrejštinou.
Po smrti Metodějově (885) byl Svatopluk východofranskými biskupy přesvědčen, aby žáky bratrů Konstantina a Metoděje ze země vyhnal a začal podporovat latinskou (tj. západní) liturgii namísto staroslověnské. Nicméně staroslověnština jako misijní nástroj byla papežem nadále ceněna a schvalována.
Usmíření se sousední Franskou říší umožnilo Svatoplukovi, aby konsolidoval své vojenské síly a zahájil územní expanzi Velkomoravské říše. V době svého největšího rozmachu říše zaujímala následující území:
- dnešní Morava a Slovensko (s mocenským jádrem při středním a dolním toku řeky Moravy)
- dnešní Čechy (se závislým knížectvím Přemyslovců)
- části dnešních Horních a Dolních Rakous – severně od Dunaje
- oblasti při horní Visle (dnešní Malopolsko) a Odře (dnešní Horní Slezsko) – zde ovšem víme jenom o poraženém knížeti na Visle a dá se předpokládat, že Svatopluk zde – podobně jako v Čechách – nikdy přímo nevládl, avšak zde pouze vybíral daň

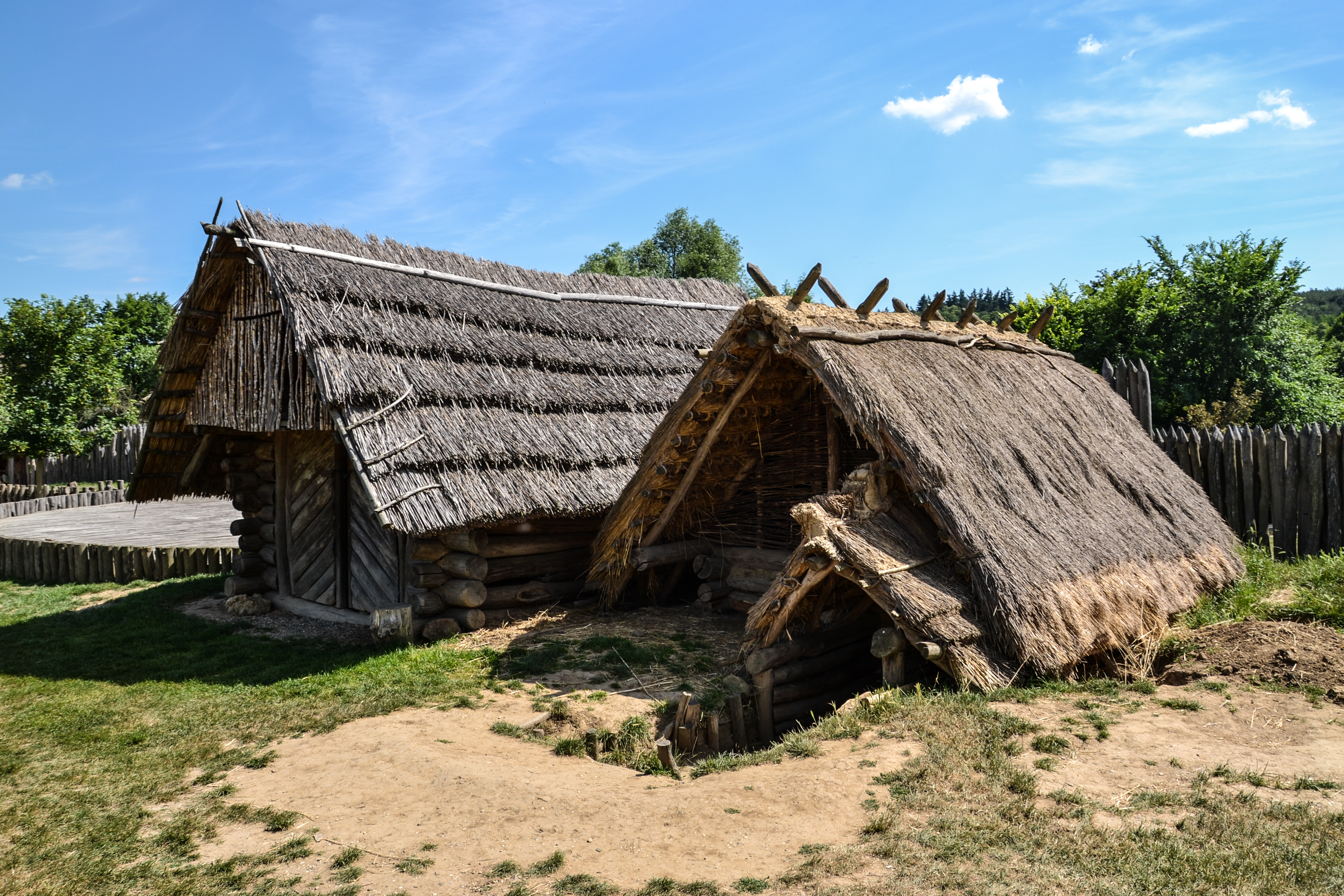
Repliky soudobých staveb včetně polozemnicových chat v archeologickém skanzenu Modrá

Oblasti, které byly zpochybněny moderními historiky:[zdroj?]
- Velká dunajská kotlina, dnešní jihovýchodní Maďarsko, západní Ukrajina a Rumunsko
- tehdejší Panonie, až po soutok Tisy s Dunajem, případně Velké Moravy s Dunajem
- dnešní Lužice neboli Lužické Srbsko, dnešní Německo až po Sálu
- Slezsko dnešní jihovýchodní Polsko
- Červená Rus, dnes součást Ukrajiny

Podle Fuldských letopisů franský král Arnulf Korutanský napadl Velkou Moravu v roce 892, Svatopluk ale zůstal neporažen i přes podporu, kterou Frankům poskytli Maďaři, kteří se však neostýchali pomáhat ani Moravanům.
Po smrti Svatopluka v létě 894 nastoupil na jeho místo syn Mojmír II. Jeho mladší bratr Svatopluk II. získal pravděpodobně úděl v Nitře. Údajný třetí Svatoplukův syn (snad Predeslav) známý z tradice je historiky zpochybňován a pravděpodobně vůbec neexistoval. Mojmír II. rezignoval na expanzivní plány svého otce týkající se dobytí celého Panonského knížectví a uzavřel s Bavory mír. Z otcových územních zisků v Panonii tak Mojmírovi zůstala jen Horní Panonie. To ale nebyla jediná ztráta, protože už v červenci roku 895 odpadly od Velké Moravy Čechy.
| „               | V polovině měsíce července se konal v městě Řezně obecný sněm; tam přišla ke králi z území Slovanů všechna knížata Čechů, která vévoda Svatopluk předtím násilně odloučil a odtrhl ze společenství a z moci národa bavorského - jejich náčelníky byli Spytihněv a Vitizla – a když je král důstojně přijal, podáním ruky – jak je zvykem – se smířeni podrobili královské moci. | “ |
| — Fuldské anály | |   |

Po odpadnutí Čech ztratila Velkomoravská říše přímé spojení se srbskými kmeny v okolí řeky Sály a tím skončila i jejich závislost na Velké Moravě. V roce 898 Svatopluk II. podporovaný markrabětem Aribem povstal proti svému staršímu bratru. Přes bavorskou pomoc byl Svatopluk poražen a sesazen a musel pak hledat útočiště v Bavorsku.

### Obnovení moravské arcidiecéze

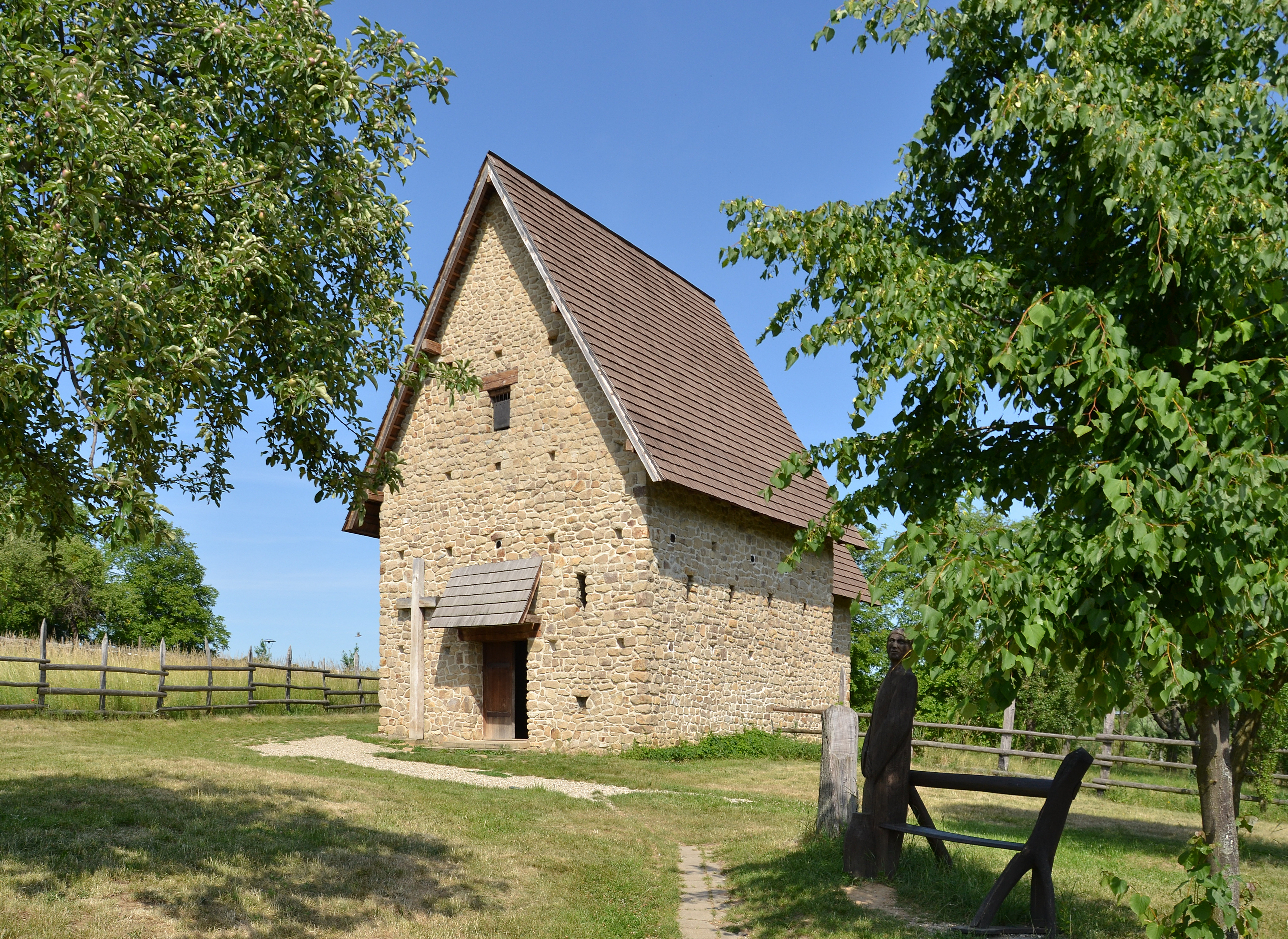
Rekonstrukce velkomoravského kostela sv. Jana, včetně soudobé střešní krytiny

Poté, co se Mojmírovi podařilo konsolidovat poměry na Velké Moravě, vyslal na jaře 899 (nebo snad už v roce 898) poselstvo k papeži do Říma se žádostí o vysvěcení biskupů a obnovu moravské arcidiecéze. Nedávno zvolený papež Jan IX. se rozhodl vyslat na Moravu tři své legáty (arcibiskupa Jana a biskupy Benedikta a Daniela), kteří měli znovuvybudovat moravskou církevní organizaci. Ti na Moravě vysvětili arcibiskupa a tři jeho biskupy sufragány. Moravská církevní provincie tak byla plně dotvořena.
O událostech informuje pouze stížný list bavorských biskupů z roku 900. Z něj se ale nedovídáme ani jméno nového moravského arcibiskupa, ani žádné informace o sídlech třech sufraganních biskupů. Historikové většinou předpokládají, že sídlo arcibiskupa se nacházelo někde v centru Velkomoravské říše na jižní Moravě (pravděpodobně ve Valech u Mikulčic případně v aglomeraci Staré Město–Uherské Hradiště). Jedno ze sídel sufragánních biskupství je pak kladeno do Nitry, kde navázalo na starší Wichingovo biskupství. Zbývající dvě biskupství bývají lokalizována například do Olomouce a Krakova, do horní Panonie a východní Marky, případně do Panonie a Zadunajska.

### Zánik

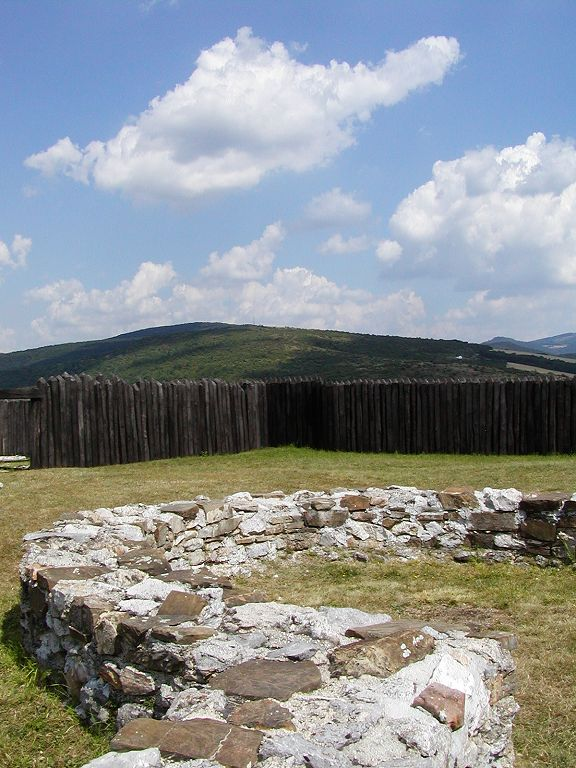
Pozůstatky velkomoravského hradu Kostolec

Velká Morava se rozpadla vinou vnitřních rozporů a také nájezdů maďarských kočovníků. O maďarském tažení na území panonských Slovanů říkají Fuldské letopisy: „Avaři, kteří si říkají Maďaři, se dostali přes Dunaj a napáchali jen samá zvěrstva. Vraždili muže, staré ženy a chytali mladé dívky, které odvlekli jako dobytek, a proměnili celou Panonii v poušť.“ Ještě v letech 903–904 dokládá tzv. Raffelstettenský celní tarif, že Velkomoravská říše byla v té době pokládána za spolehlivého obchodního partnera. Situace se však změnila v roce 904, kdy byl v Bavorsku zavražděn maďarský kagan Kurszán spolu s celou svou družinou. Maďaři posléze (905) uzavřeli spojenectví s Berengarem I. Furlanským, což prohloubilo rozkol velkomoravských elit, rozdělených na pro-furlanské a pro-bavorské.
V letech 907–910 Maďaři svedli proti Bavorům tři vítězné bitvy – u Bratislavy (907), Eisenachu (908) a Augsburgu (910). Obě armády při tom zemi zle pustošily; ničemu nepomohla maďarská taktika spálené země. Dušan Třeštík předpokládal, že první odvetný maďarský úder nesměřoval proti Bavorsku, ale proti Velké Moravě. Boje se měly odehrát někde na Slovensku (snad v okolí Nitry) někdy v letech 905–906. Podle archeologických nálezů byla tehdy pravděpodobně vypálena a vyrabována hradiště v Mikulčicích, Pohansku, Strachotíně, Starých zámků u Líšně, Hradiště svatého Hypolita u Znojma a částečně i Sadech u Uherského Hradiště. Tehdy pravděpodobně zahynul i kníže Mojmír II. Když totiž o rok později (4. července 907) došlo u Bratislavy k rozhodující bitvě mezi Bavory a Maďary, nejsou mezi jejími účastníky Moravané uváděni, a to navzdory tomu, že se bojovalo na území (bývalé) Velké Moravy. Samotný zánik Velké Moravy však pravděpodobně neznamenal zánik samotné Mojmírovské dynastie. Ve dvacátých a třicátých letech 10. století se ve franských pramenech totiž vyskytují hrabě Mojmír a urozený muž Svatopluk. S ohledem na jejich význam a zároveň na ojedinělost jejich jmen ve franském prostředí se tak mohlo jednat o potomky (příbuzné) Mojmírovců.
Svůj vliv na rychlém rozkladu Velké Moravy měly pravděpodobně i nepříznivé klimatické poměry na počátku 10. století.
Jestliže politicky Velká Morava k roku 907 zanikla, existují především archeologické důkazy, že některé sídelní, hospodářské a společenské struktury nebyly zcela rozbity a přežívaly dál během 10. století. Archeologické výzkumy na některých místech na Moravě i Slovensku nenacházejí žádné znaky násilného konce těchto sídel, naopak dobytí či vyplenění dokazují výsledky výzkumů na lokalitách v Mikulčicích, Znojmě nebo Ducovém na Pováží.
Pro Řím (papeže a císaře) byl oficiálním nástupnickým státem Velké Moravy Maďarské velkoknížectví a Uherské království.
Dle některých názorů některých historiků byla na jižní Moravě stále centrální vláda. Po rozpadu říše se totiž patrně v omezené míře uchovaly zbytky samostatné státní organizace, v 1. polovině 10. století možná do určité míry závislé na Maďarech. Naznačuje to zpráva z doby kolem roku 942, kdy staří Maďaři, kteří byli zajati v maurském Španělsku, vypovídali o své zemi na severu sousedící s Moravou nebo zpráva o Moravanech Al-Mas'údího Rýžoviště zlata a doly drahokamů z r. 947 nebo Knihy ponaučení a přezkoumání téhož autora. Dokonce ve spisu O ceremoniích byzantského dvora je zmíněn vládce Moravy spolu s jinými zeměmi. O podřízenosti Moravy Maďarům či tributu však žádné zprávy nejsou. Zda rod Mojmírovců v období zániku Velké Moravy vymřel nebo pokračoval dál, není v písemných pramenech zaznamenáno. Podle maďarské středověké legendy Maďaři koupili Velkomoravskou říši od Svatopluka I. za bílého hřebce, to je však samozřejmě pouhá legenda, jež měla legitimizovat „zaujetí země“ Maďary.
Podle moderních teorií byl první historický český kníže Bořivoj I. († 889) dosazen na stolec knížetem Svatoplukem a pokřtěn s manželkou Ludmilou moravským a panonským arcibiskupem Metodějem († 885 Morava). Je zajímavé, že právě za jeho vlády byla uznána svrchovanost Moravy v Čechách, což připomíná pozdější údělná panství na Moravě těch Přemyslovců, kteří nedosáhli na pražský knížecí či královský stolec.
Bylo by tedy možno říci, že Mojmírovci (a Velká Morava) měli své pokračování v Přemyslovcích a českém státě, a stejně tak, že Přemyslovci a jejich stát mají počátky již na počátku 9. století. Je to ovšem pouze domněnka.
Po zániku Velké Moravy je též zmiňován moravský biskup Vracen na sněmu v Mohuči, což pravděpodobně znamená, že církevní organizace na Moravě přetrvala.
Na Slovensku i po zániku Velké Moravy přetrvával význam bývalých velkomoravských žup, jako Nitra, Bratislava atd. Jejich političtí představitelé se podíleli na formování uherského státu a slovenské území zůstalo prakticky autonomní, avšak pod suverenitou Maďarů, až do 12. století, kdy se tehdejší Nitranské knížectví zahrnující území nynější SR začlenilo do Uherska.

## Sídla

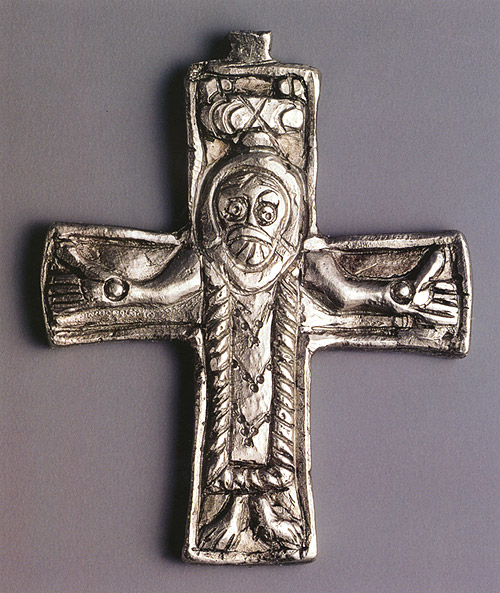
Křesťanský křížek nalezený v Mikulčicích, 8.–9. stol.

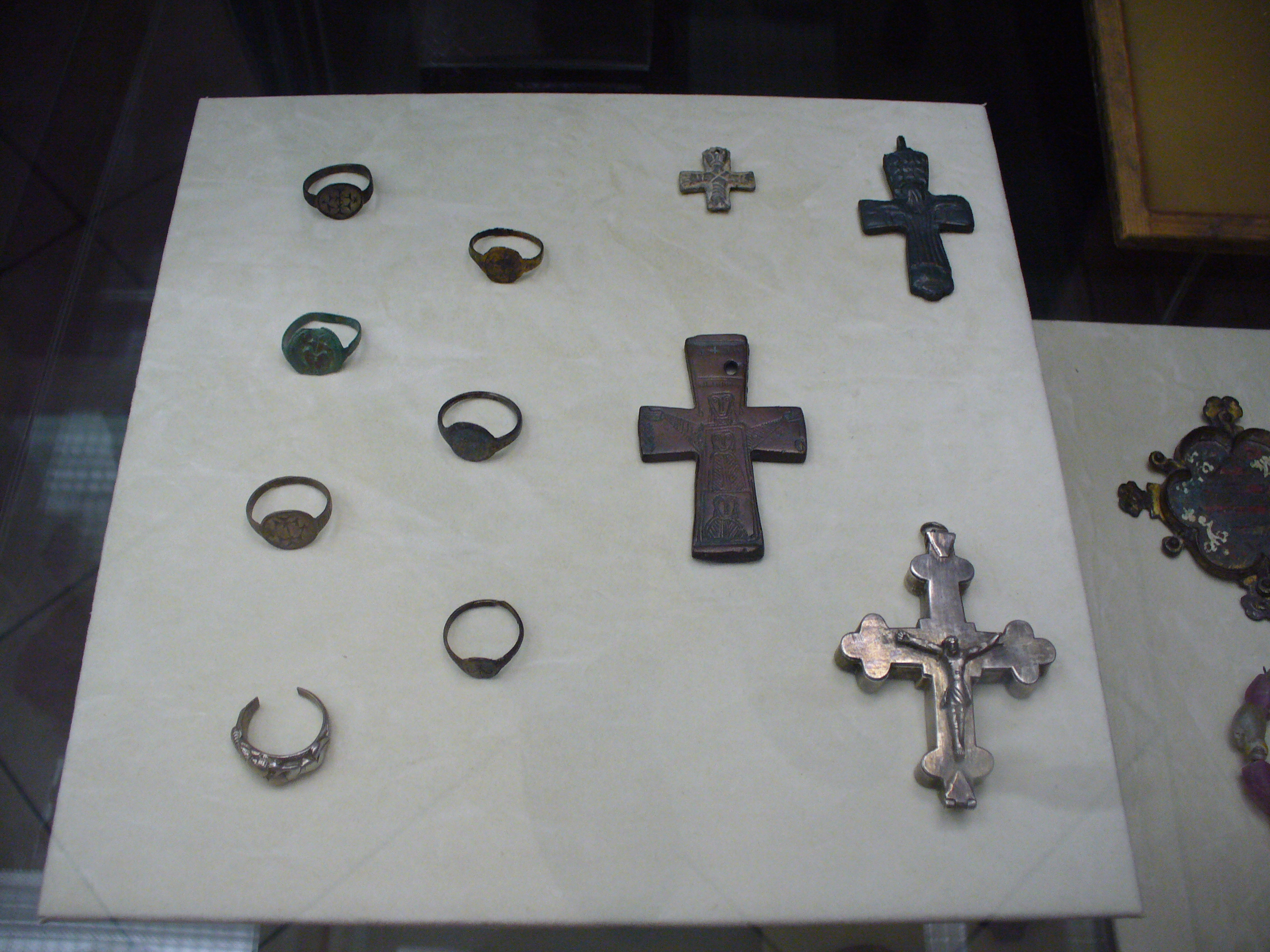
Velkomoravské šperky

Sídelní struktura Velkomoravské říše zahrnovala opevněné slovanské osady – hradiště. Mezi nejvýznamnější, doložené přímo v pramenech z doby existence Velké Moravy patří:
- na dnešním Slovensku: Nitra, Devín, Bratislava
- v dnešním Maďarsku: Blatnohrad (dnešní Zalavár)

Mezi později zmiňované nebo archeologicky probádané osady patří:
- na dnešní Moravě: Mikulčice (palác velmože, 10–12 kostelů), aglomerace Staré Město+Uherské Hradiště (obchodní centrum, křižovatka důležitých cest, uváděno jako Veligrad)+Sady (klášter či snad „arcibiskupská“ bazilika), Pohansko u Břeclavi, Staré Zámky u Líšně, Olomouc, Hradiště u Znojma, Rajhrad, Réna u Ivančic, Pohansko u Nejdku, Petrova louka u Strachotína.
- na dnešním Slovensku: Ducové, Bojná, Pobedim, Svatý Jur u Bratislavy
- v dnešním Maďarsku: Ostřihom, Feldebrő
- v dnešním Rakousku: Kirchberg nad Stillfriedem, Klementberg u Ober-Leis, Gars-Thunau.[58][59]

Mocenským střediskem Velké Moravy byl Veligrad, o jehož umístění v jedné z těchto lokalit – nebývale rozlehlé aglomeraci Staré Město – Uherské Hradiště – se již téměř nepochybuje.